# Дробин
Дробин (пољ. Drobin) град је у Пољској у Војводству мазовском. По подацима из 2012. године број становника у месту је био 2999.
.

## Становништво
| 2012. |
| ----- |
| 2.999 |